# Partido Unidade Nacional

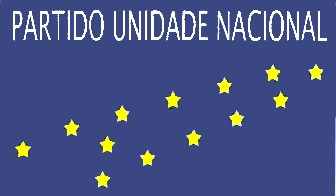

Partido Unidade Nacional (PUN) är ett politiskt parti i Östtimor.
I parlamentsvalet, den 30 juni 2007, fick PUN 4,55 % av rösterna och 3 mandat. 